# Остріконі
Остріконі (фр. Ostriconi корс. Ostriconi) —і — невелика прибережна річка в департаменті Верхня Корсика, Корсика, Франція. 

## Плин
Довжина Остріконі становить 23,34 кілометра (14,50 милі), витік знаходиться на висоті 1 050 метрів над рівнем моря на схилах гори Монте Реджа ді Поццо (Monte Reghia di Pozzo) (1469 м). Вона перетинає комуни Лама, Новелла, Паласка, П'єтральба та Уртака.
Остріконі піднімається на схід від села П'єтральба нижче 1427 метрів (4682 футів) Пунта ді Паганелла та 1469 метрів (4820 футів) Монте Регія ді Поццо. Тече на захід і проходить на південь від П'єтральби, потім тече на північний захід до моря. Дорога T30 проходить паралельно Остріконі більшу частину своєї довжини. Впадає в Середземне море, а саме в ту його частину, що зветься Лігурійське море.

## Притоки
Наступні потоки є притоками Остріконі:
- Vadellare 10 кілометрів (6.2 mi)
  - Monticellaciu 3 кілометри (1.9 mi)
    - Peraldu 2 кілометри (1.2 mi)
    - Piobetta 2 кілометри (1,2 милі)
    - Scubella 1 кілометр (0,62 милі)

  - Monte Grossu 2 кілометри (1,2 милі)
  - Campotile 1 кілометр (0,62 милі)
  - Cruschininca 1 кілометр (0,62 милі)
- Chierchiu 7 кілометрів (4,3 милі)
  - Manichella 5 кілометрів (3,1 милі)
- Fiume di Gargalagne 7 кілометрів (4,3 милі)
  - Fiume a I Peri 4 кілометри (2,5 милі)
- Salginco 7 кілометрів (4,3 милі)
  - Noci 7 кілометрів (4,3 милі)
    - Malpruniccia 2 кілометри (1,2 милі)
    - Cava 1 кілометр (0,62 милі)

  - San Giorgio 5 кілометрів (3,1 милі)
  - Mezzanello 2 кілометри (1,2 милі)
  - Parghinese 5 кілометрів (3,1 милі)
- Cugnolu 5 кілометрів (3,1 милі)
- l'Ondole 5 кілометрів (3,1 милі)
- Fiume di Cuvertoio 4 кілометри (2,5 милі)
  - Grotta Rossa 1 кілометр (0,62 милі)
- Funtana Bona 4 кілометри (2,5 милі)
- Appiatelli 4 кілометри (2,5 милі)
  - e Scale 2 кілометри (1,2 милі)
- Nuvalicce 4 кілометри (2,5 милі)
- Compolelli 3 кілометри (1,9 милі)
- Malculo 3 кілометри (1,9 милі)
  - Bodulo 1 кілометр (0,62 милі)
- Ravin de l'Ostricone 3 кілометри (1,9 милі)
- l'Orneto 3 кілометри (1,9 милі)
- Ponte 2 кілометри (1,2 милі)
- Furchelle 2 кілометри (1,2 милі)
- Felicione 2 кілометри (1,2 милі)
- Ostincaia 1 кілометр (0,62 милі)
- Villanaccio 1 кілометр (0,62 милі)
- Valle Tesi 1 кілометр (0,62 милі)
- Focolaccio 1 кілометр (0,62 милі)
- Valli 1 кілометр (0,62 милі)
- Sossa 1 кілометр (0,62 милі)
- Calasconi 1 кілометр (0,62 милі)